# 大帳汗國
大帳汗國（Great Horde），是金帐汗国的残存国家，由15世纪中叶持續至1502年。它位于金帐汗国曾经的心臟地带。

## 歷史

### 欽察汗國的分裂
术赤建立的金帐汗国自14世纪起多次经历动荡。尽管脱脱迷失曾于1390年代重新整合了诸部，但1396年帖木儿的入侵对部落的统一和稳定造成了重创。自1419年的也迪古可汗去世后，金帐汗国便再起不能。此后诺盖汗国、喀山汗国和日后的卡西姆汗国都先后从金帐汗国分离出去，并且均自称是金帐的正统继承者。从1430年开始，金帐汗国原先的首都萨莱周边开始被四个小部族统治，并且在文献中逐渐被用“Orda”一词指代，意即部落；“大帐汗国”这一名词也在这一时代首次出现。

### 联合统治时代
从1430年代后半叶开始，乞赤黑·马哈麻与赛亦得·阿黑麻一世共同掌控着金帐汗国的权力，在他们统治时期，哈吉·格來带领着克里米亚汗国挣脱了金帐汗国的统治，并导致了两国由此以来的宿敌关系.。此后，金帐汗国多次发兵要求罗斯诸邦上贡，导致了波兰立陶宛联邦的不悦。与此同时，对波兰主导不满的立陶宛贵族向赛义德多次送礼，最终让他在1453年攻击了波兰立陶宛联邦。1455年，克里米亚汗国袭击了萨莱，迫使赛义德逃往基辅，但他在那里被一支波兰军队俘获，最终死于狱中。

### 大帐汗国统治时代
1459年乞赤黑·马哈麻去世，其子马哈茂德·本·库楚克继位，但在1465年被他的兄弟阿黑麻汗篡位。马哈茂德后逃往阿斯特拉罕，建立了独立的阿斯特拉罕汗国。
1469年阿黑麻汗攻击乌兹别克汗国，杀死了阿布海尔可汗。但汗国随后在对摩尔达维亚的攻击中于里普尼克战役惨败于斯特凡大帝之手。
1470年莫斯科公国停止向大帐汗国纳贡，但外交关系仍然保留:70。大帐汗国在随后的十年内多次尝试让莫斯科重新成为朝贡国，但在1480年的乌格拉河对峙中被迫撤军，鞑靼人对罗斯人的统治就此结束。
1481年，西伯利亚汗国和诺盖汗国进攻大帐汗国，西伯利亚汗国的伊巴克汗在顿涅茨河河口附近杀死了阿黑麻:332。
1491年春季，克里米亞汗國提議莫斯科出兵終結大帳汗國，莫斯科派出一些俄羅斯騎兵和韃靼人，奧斯曼帝國也派出2000位土耳其新軍支持克里米亞汗國。到11月大帳汗國已部分瓦解併入諾蓋汗國，到了1500年代汗國形勢十分惡劣，1501年謝赫·阿合馬和他20000人以北移向頓河，許多他的人放棄了他。
1502年，克里米亞汗國出兵洗劫了薩莱，許多大帳汗國的人和牲畜被帶到克里米亞汗國，汗國正式瓦解。謝赫·阿合馬向東逃亡不知所终。

## 君主列表
| 肖像 | 廟號 | 謚號 | 尊號 | 名諱               | 在世時間         | 年號 | 在位時間             | 陵寢 |
| ---- | ---- | ---- | ---- | ------------------ | ---------------- | ---- | -------------------- | ---- |
|      | －   | －   | －   | 馬哈茂德·本·庫楚克 | ？－1466年       | －   | 1459年－1465年       |      |
|      | －   | －   | －   | 阿黑麻             | ？－1481年1月6日 | －   | 1460年－1481年1月6日 |      |
|      | －   | －   | －   | 賽亦得·阿黑麻二世  | ？－1502年       | －   | 1481年－1502年       |      |
|      | －   | －   | －   | 穆爾塔達           | ？－1491年       | －   | 1481年－1491年       |      |
|      | －   | －   | －   | 謝赫·阿合馬        | ？－1529年       | －   | 1481年－1502年       |      |